# Moritz (Gößweinstein)
Moritz ist ein Gemeindeteil des Marktes Gößweinstein im Landkreis Forchheim (Oberfranken, Bayern).

## Geografie
Das Dorf liegt in der Wiesentalb etwa zwei Kilometer nordwestlich von Gößweinstein auf einer Höhe von 492 m ü. NHN.

## Geschichte
Die erste urkundliche Erwähnung von Moritz war im Jahr 1310 unter dem Namen „Mürharts“. In einer zweiten Nennung wird es 1348 „Murhartz“ bezeichnet. Bis zum Beginn des 19. Jahrhunderts unterstand Moritz der Landeshoheit des Hochstifts Bamberg. Als das Hochstift infolge des Reichsdeputationshauptschlusses 1802/03 säkularisiert und unter Bruch der Reichsverfassung vom Kurfürstentum Pfalz-Baiern annektiert wurde, wurde Moritz ein Bestandteil der bei der „napoleonischen Flurbereinigung“ in Besitz genommenen neubayerischen Gebiete.
Durch die Verwaltungsreform zu Beginn des 19. Jahrhunderts im Königreich Bayern wurde Moritz mit dem Zweiten Gemeindeedikt 1818 ein Bestandteil der Ruralgemeinde Behringersmühle. Im Zuge der Gebietsreform in Bayern wurde Moritz zusammen mit der gesamten Gemeinde Behringersmühle zu Beginn des Jahres 1972 nach Gößweinstein eingemeindet. Im Jahr 1987 hatte Moritz 80 Einwohner.

## Verkehr
Die Anbindung an das öffentliche Straßennetz wird durch zwei Gemeindeverbindungsstraßen hergestellt, die Moritz mit der nordöstlich des Ortes vorbeiführenden Kreisstraße FO 39 verbinden.

## Persönlichkeiten
- Johann Wolf (1884–1961), Schuhmachermeister

## Baudenkmäler

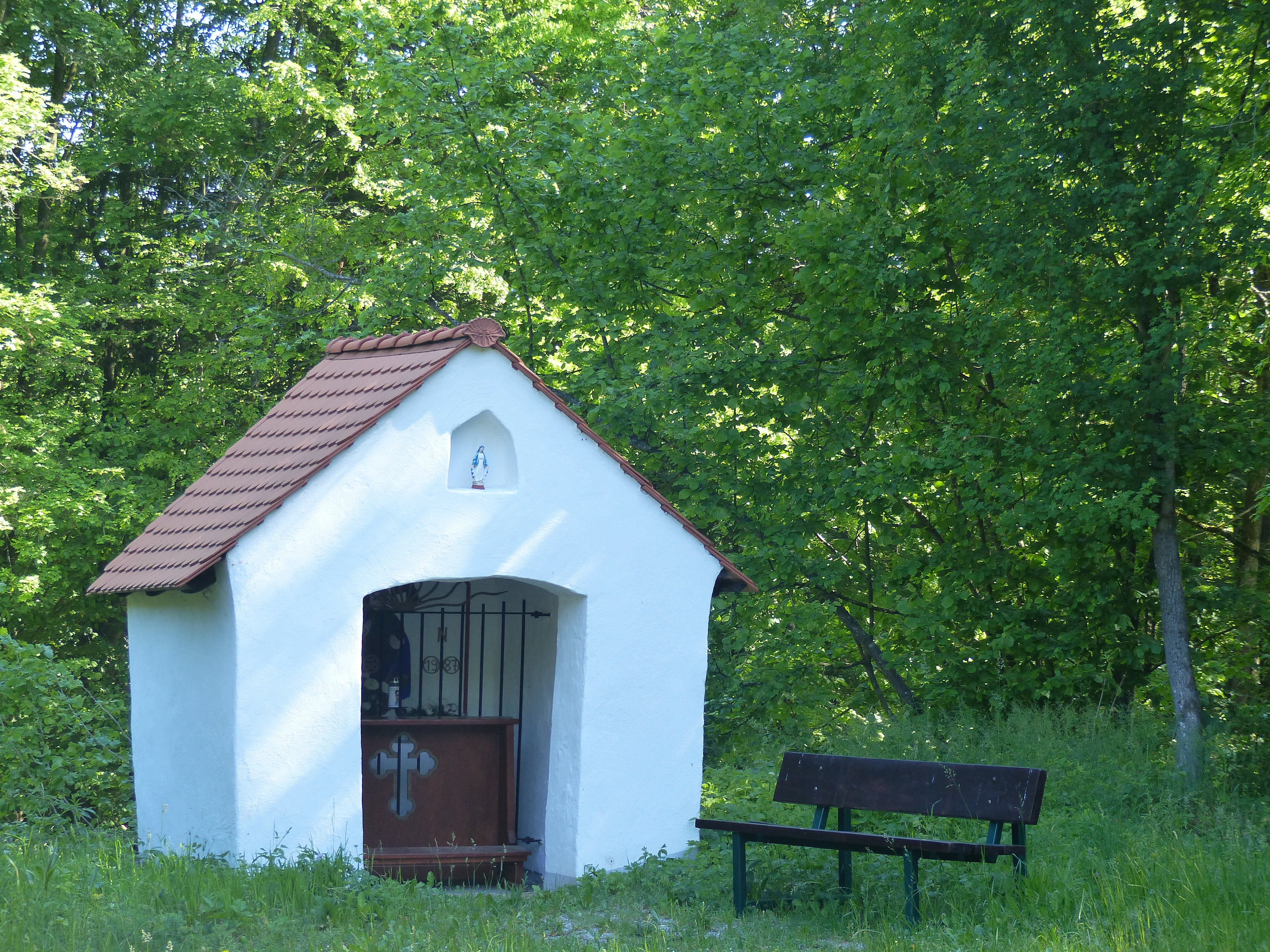
Die Wegkapelle im Flurgebiet Horlach

Etwas weniger als einen Kilometer östlich des Ortes befindet sich im Flurgebiet Horlach eine zu Beginn des 19. Jahrhunderts errichtete Wegkapelle.